# Olga de Grésy
Olga Ida Maria Villarey, conosciuta come Olga Cisa Asinari de Grésy (Aigovo - Imperia, 22 agosto 1900 – Novara, 1994), è stata una nobildonna, imprenditrice e stilista italiana.

## Biografia
Olga Cisa Asinari di Grésy, da nubile Olga Ida Maria di Villarey, nacque ad Aigovo, una piccolissima frazione del Comune di Molini di Triora (Imperia) il 22 agosto 1900. Il padre era il tenente di vascello Carlo Wladimiro Onorato e la madre Ferraironi Ilda Luigia, appartenente all’antica famiglia triorese; si sposarono nell’antica chiesa dei Santi Faustino e Marziano martiri il 31 agosto 1895. Ad Aigovo nacquero anche i tre fratelli Mario, Luigi, Carlo e la sorella Marta. Olga si sposò a Torino il 3 giugno 1922 con il conte Orazio Cisa Asinari di Grésy, assumendone il cognome. Dal matrimonio nacquero due figli, Vladimira ed Alessandro, soprannominati Sandro e Mirella; saranno le iniziali di questi due nomi ad ispirare il nome Mirsa.
Nel 1926 il marito Orazio perde l’intero patrimonio in borsa, ma lo spiacevole inconveniente si traduce subito nella scoperta di un talento nascosto: Olga de Grésy inizia infatti a disegnare capi di abbigliamento inizialmente solo per bambini, e nel 1928 viene assunta da una fabbrica di jersey con centro di produzione a Milano divenendo in breve tempo direttrice artistica e creatrice di modelli.
Nel 1933 apre a Galliate la Mirsa, una propria piccola fabbrica  e realizza una prima collezione di maglieria fantasia. Nel 1949 presenta a Parigi una collezione di abbigliamento di alta moda che riscuote un grande successo che la porta a sviluppare ancor più la produzione, occupando fino a oltre 500 dipendenti e nel 1966, per i suoi meriti imprenditoriali, la marchesa Olga Rey de Villarey de Grésy viene nominata cavaliere del lavoro dal presidente Antonio Segni (è stata una delle prime donne a fregiarsi di questo titolo).
La marchesa è stata un'imprenditrice etica, sempre pronta a prodigarsi per i suoi impiegati, operai e le rispettive famiglie.
Nel 1951 partecipa a Firenze alla prima sfilata di alta moda in Italia, la “First Italian High Fashion Show” insieme ad altri stilisti dell'epoca tra cui Emilio Schuberth e le Sorelle Fontana. Nel 1952, sempre a Firenze, insieme ad altre prestigiose firme dell'epoca, quali la Sartoria Antonelli, Vincenzo Ferdinandi, Roberto Capucci, Giovannelli-Sciarra, l'Atelier Carosa, Germana Marucelli, Polinober, la Sartoria Vanna e Jole Veneziani partecipa alla storica sfilata che utilizzò per la prima volta la celebre Sala Bianca di Palazzo Pitti. Una giovanissima Oriana Fallaci inviata dal settimanale Epoca ne raccontò la cronaca.
La Mirsa ha chiuso la sua attività nel 1984, Olga morì dieci anni dopo nel 1994.
Grazie al suo operato e al suo spirito imprenditoriale Olga de Grésy ha contribuito, insieme a molte aristocratiche nel secondo dopoguerra (baronessa Clarette Gallotti, la contessa Gabriella de Robilant, le principesse Lola Giovannelli e Giovanna Caracciolo), a portare un piccolo ma significativo cambiamento nella percezione collettiva del ruolo della donna..